# Port lotniczy Salerno-Costa d’Amalfi
Port lotniczy Salerno-Costa d’Amalfi (IATA: QSR, ICAO: LIRI) – port lotniczy położony 20 km na południowy wschód od Salerno, w regionie Kampania, we Włoszech.
Lotnisko zostało otwarte w 1926 jako improwizowane lotnisko do lądowań awaryjnych, na 2014 nie obsługuje lotów komercyjnych.

## Historia
Do 2008 port lotniczy był wykorzystywany głównie jako obiekt ćwiczeń dla studentów szkół lotniczych, spadochroniarzy oraz właścicieli prywatnych małych samolotów odrzutowych. Pierwszy lot komercyjny, Salerno-Mediolan Malpensa, odbył się 2 sierpnia 2008. W ciągu 150 dni port lotniczy obsłużył ponad 20 000 pasażerów.
Z funduszy europejskich przeznaczono 49 mln EUR na przedłużenie pasa startowego, który dotychczas mógł obsługiwać tylko samoloty o pojemności nie większej niż 100 osób.
W 2014 z jego usług skorzystało 2 245 pasażerów, odbyło się 832 operacji oraz nie odnotowano ruchu cargo.  W latach 2015– 2023 port lotniczy obsługiwał wyłącznie loty czarterowe oraz małe samoloty prywatne. Otwarcie lotniska dla celów komercyjnych nastąpiło w lipcu 2024.

## Linie lotnicze i połączenia
| Linia lotnicza      | Kierunek                                                                                  |
| ------------------- | ----------------------------------------------------------------------------------------- |
| Air Horizont        | Czarter sezonowy: 1. Dżerba 2. Monastyr 3. Rodos 4. Zakintos                              |
| Air Cairo           | Sezonowo: 1. Szarm el-Szejk                                                               |
| British Airways     | Sezonowo: 1. Londyn-Gatwick (od 22 maja 2025)                                             |
| EasyJet             | 1. Mediolan-Malpensa Sezonowo: 1. / Bazylea/Miluza 2. Berlin 3. Genewa 4. Londyn-Gatwick  |
| Jet2.com            | Sezonowo: 1. Birmingham (od 26 maja 2025) 2. Manchester (od 26 maja 2025)                 |
| Neos                | Sezonowo: 1. Szarm el-Szejk                                                               |
| Ryanair             | 1. Bergamo 2. Bruksela-Charleroi (od 31 marca 2025) 3. Turyn Sezonowo: 1. Londyn-Stansted |
| SAS                 | Sezonowo: 1. Oslo-Gardermoen (od 3 lipca 2025)                                            |
| SkyUp Airlines      | Czarter sezonowy: 1. Szarm el-Szejk                                                       |
| Sky Vision Airlines | Czarter sezonowy: 1. Szarm el-Szejk (od 21 grudnia 2024)                                  |
| Universal Air       | Sezonowo: 1. Malta                                                                        |
| Volotea             | 1. Katania 2. Werona Sezonowo: 1. Cagliari 2. Marsylia (od 6 lipca 2025) 3. Nantes        |
| Wizz Air            | 1. Bukareszt 2. Budapeszt 3. Katowice 4. Sofia (do 27 grudnia 2024) 5. Tirana             |

## Dane techniczne
Port lotniczy posiada jedną drogę startową w kierunku 05/23, o długości 1395 m oraz szerokości 45 m. Aerodrom znajduje się na wysokości 37 m n.p.m. oraz nie posiada radiowego systemu nawigacyjnego ILS.